# Маяк Херон-Нек
Маяк Херон-Нек (англ. Heron Neck Light) — маяк, расположенный на мысе Херон-Нек на острове Гринс в заливе Пенобскот, округ Нокс, штат Мэн, США. Административно принадлежит городу Вайналхейвен. Построен в 1890 году. Автоматизирован в 1982 году.

## Местоположение
Город Вайналхейвен занимает одноимённый остров в южной части залива Пенобскот. Побережье острова сильно изрезано, на острове много глубоких узких бухт и заливов, а перед ними - множество мелких островков и скал. Маяк Херон-Нек находится в черте города Вайналхейвен на мысе Херон-Нек (англ. Heron Neck — шея цапли) на острове Гринс перед входом в гавань Вайналхейвена.

## История
Когда на острове Вайналхейвен открыли гранитную каменоломню, загруженность гавани одноименного города существенно возросла. В августе 1852 года для улучшения навигации к городу Вайналхейвен Конгресс США выделил 5 000$ на строительство маяка. 6 февраля 1854 года маяк был открыт. Он представлял собой цилиндрическую кирпичную башню, на вершине которой располагалась линза Френеля, примыкающую к задней стене дома смотрителя, тоже выполненного из кирпича. К 1890-м годам строение потребовало капитального ремонта. Оригинальную башню маяка отремонтировали, а дом смотрителя было решено снести, и построить новый из дерева. В 1895 году новый дом смотрителя был завершен, стоимость строительства составила 3 300$. Немного позднее к нему были добавлены небольшая котельная, эллинг и противотуманная колокольня. Маяк был автоматизирован Береговой охраной США в 1982 году.
В 1988 году он был включен в Национальный реестр исторических мест.
19 апреля 1989 года пострадал от пожара.